# Batomys granti
Batomys granti é uma espécie de roedor da família Muridae.
Apenas pode ser encontrada na Filipinas.